# Società Sportiva Siracusa 1934-1935
Questa voce raccoglie le informazioni riguardanti l'Società Sportiva Siracusa nelle competizioni ufficiali della stagione 1934-1935.

## Rosa
| N. |                   | Ruolo | Calciatore       |
| -- | ----------------- | ----- | ---------------- |
|    | Italia (bandiera) | C     | Paoletti         |
|    | Italia (bandiera) | C     | Umberto Ambrogio |
|    | Italia (bandiera) | D     | Freschi          |
|    | Italia (bandiera) | P     | Pancrazi         |
|    | Italia (bandiera) | C     | Giuseppe Calò    |
|    | Italia (bandiera) | C     | Prandani         |
|    | Italia (bandiera) | A     | Stoppa           |

| N. |                   | Ruolo | Calciatore        |
| -- | ----------------- | ----- | ----------------- |
|    | Italia (bandiera) | C     | Marcello Gallitto |
|    | Italia (bandiera) |       | Pasquale Garofalo |
|    | Italia (bandiera) | C     | Salussoglia       |
|    | Italia (bandiera) | A     | Cristina          |
|    | Italia (bandiera) | D     | Betti             |
|    | Italia (bandiera) | C     | Piandri           |
|    | Italia (bandiera) | D     | Finotto           |